# Azyl
Azyl (łac. asylum, z gr. ásylon „wolny od grabieży; nietykalny”; a- „bez” i sýlon „prawo zagarnięcia”) – miejsce odosobnienia, ucieczki, schronienia, zwłaszcza dla osób ściganych przez prawo. Znaczenie wywodzi się ze zwyczaju, według którego nie można było wydać przestępcy ukrywającego się w sanktuarium.

## Azyl jako prawo człowieka
Powszechna deklaracja praw człowieka w artykule 14 głosi: 1. Każdy człowiek ma prawo ubiegać się o azyl i korzystać z niego w innym kraju w razie prześladowania. 2. Nie można powoływać się na to prawo w przypadku ścigania wszczętego rzeczywiście z powodu popełnienia przestępstwa pospolitego lub czynu sprzecznego z celami i zasadami Organizacji Narodów Zjednoczonych.
Amerykańska Konwencja Praw Człowieka (1969) w art. 22.7. Każda osoba ma prawo zwracać się o azyl oraz uzyskać azyl na obcym terytorium, zgodnie z ustawodawstwem danego państwa oraz konwencjami międzynarodowymi, w przypadku, gdy jest ścigana za przestępstwa polityczne lub pokrewne przestępstwa pospolite. 8. W żadnym przypadku cudzoziemiec nie może być deportowany lub odesłany do kraju, niezależnie od tego, czy jest to jego kraj ojczysty, czy nie, jeżeli w tym kraju jego prawo do życia lub wolności osobistej jest w niebezpieczeństwie pogwałcenia z powodu jego rasy, narodowości, religii, statusu społecznego lub przekonań politycznych.
Afrykańska Karta Praw Człowieka i Ludów w art. 12.3 Każda osoba będzie miała prawo, w sytuacji, gdy jest prześladowana, zwracać się o azyl oraz uzyskiwać azyl w innych krajach, zgodnie z prawami tych krajów i konwencjami międzynarodowymi.
Międzynarodowe Pakty Praw Człowieka i Europejska konwencja praw człowieka milczą na ten temat, zabraniają jedynie samowolnego usunięcia obcokrajowca z terytorium państwa – strony.

## Azyl polityczny i terytorialny
Termin „azyl” stosowany jest najczęściej w odniesieniu do azylu politycznego, to jest opieki prawnej jakiej udziela obcokrajowcowi (azylantowi) państwo, na terytorium którego się znalazł. Tym samym udziela mu schronienia przed ścigającymi go organami z państwa jego pochodzenia, zwykle tym samym uznając, że jest niesłusznie prześladowany (najczęściej ze względów politycznych).
Społeczność międzynarodowa powszechnie akceptuje instytucję azylu terytorialnego, czyli udzielenia na terytorium jakiegoś państwa schronienia cudzoziemcowi prześladowanemu ze względów politycznych w państwie jego pochodzenia. Kwestia ta nie doczekała się jednak jednolitego uregulowania w powszechnym prawie międzynarodowym, w związku z czym państwa regulują ją indywidualnie w swym prawie wewnętrznym, czyniąc to często w odmienny sposób. Ustanowienie instytucji azylu terytorialnego w porządku prawnym danego państwa nie obliguje go do przyznawania azylu każdej wnoszącej o to osobie – jest to zawsze akt dyskrecjonalny danego państwa, uzależniony od spełnienia przewidzianych prawem przesłanek i woli właściwego organu państwowego. Polityka państw w zakresie przyznawania azylu terytorialnego jest różna, gdyż dla niektórych państw liczba osób ubiegających się o azyl może stanowić problem.
Kontrowersyjną instytucją, nie uznawaną w ramach powszechnego prawa międzynarodowego, jest tzw. azyl dyplomatyczny, polegający na udzieleniu osobie ściganej w danym kraju schronienia na terenie placówki dyplomatycznej innego państwa. Aktualnie instytucja ta stosowana jest przez państwa Ameryki Łacińskiej. Przewiduje ją konwencja z Caracas z 28 marca 1954 roku, zgodnie z którą instytucja ta powinna znajdować zastosowanie tylko wobec osób ściganych z powodów politycznych lub sprawców przestępstw politycznych, w sytuacjach nie cierpiących zwłoki (art. 1 i 3 konwencji). Większość państw przyjmuje, że stosowania tej instytucji nie da się pogodzić z prawidłowym wykonywaniem zadań misji dyplomatycznej, choć z drugiej strony nie może być to podstawą do naruszenia nietykalności pomieszczeń misji przez funkcjonariuszy państwa przyjmującego. Jeszcze bardziej kontrowersyjne jest udzielenie azylu dyplomatycznego w pomieszczeniach placówek konsularnych, w bazach wojskowych czy na pokładzie okrętów wojennych.

## Historia
Azyl narodził się w starożytności wraz z traktowaniem świątyń jako miejsc ucieczki zbiegów. Podobnie traktowano średniowieczne kościoły i klasztory (p. Pokój Boży).
W XVI wieku prawo azylu wykonywano dość powszechnie, choć zaczęto je nieco ograniczać do wypadków lżejszych. W Anglii Jakub I wyjaśniał swym funkcjonariuszom w 1624 roku, że nie mają prawa przeszukiwać ambasad w poszukiwaniu zbiegów (np. katolickich księży). W 1586 roku obstawiono ambasadę francuską w Londynie kierowaną przez L’Aubepine’a, ponieważ ukrywał on spiskowca Babingtona, lecz nie ośmielono się wkroczyć do budynku. W połowie XVII wieku zaczęło przeważać stanowisko dążące do odrzucenia prawa azylu. Hugo Grocjusz dopuszcza azyl na drodze dwustronnego porozumienia, ponieważ azyl jego zdaniem nie wynika z prawa narodów. Odrzucali azyl pisarze polityczni tacy jak Abraham de Wicquefort, François de Callières, Johann Jakob Moser, Christian Wolff i Martens. W 1645 roku parlament angielski zakazał ambasadom udzielania azylu. Podobnie uczyniły holenderskie Stany Generalne w 1663 roku. W połowie XVII wieku, kiedy ambasador francuski w Państwie Kościelnym markiz de Fontenay traktował swe karety jako miejsce azylu, gwardia papieska odbiła uciekinierów, a papież pouczył, że prawo i przywilej ambasadorów nie powinny sięgać zbyt daleko.

## W prawie polskim
Konstytucja w art. 56 stanowi 1. Cudzoziemcy mogą korzystać z prawa azylu w Rzeczypospolitej Polskiej na zasadach określonych w ustawie. 2. Cudzoziemcowi, który w Rzeczypospolitej Polskiej poszukuje ochrony przed prześladowaniem, może być przyznany status uchodźcy zgodnie z wiążącymi Rzeczpospolitą Polską umowami międzynarodowymi.
Ustawa o udzielaniu cudzoziemcom ochrony na terytorium Rzeczypospolitej Polskiej pozwala na udzielenie azylu cudzoziemcowi na jego wniosek, gdy jest to niezbędne do zapewnienia mu ochrony oraz gdy przemawia za tym ważny interes Rzeczypospolitej Polskiej (art. 90). Pozbawianie azylu następuje w razie ustania przyczyny, dla których został udzielony lub gdy azylant prowadzi działalność skierowaną przeciwko obronności lub bezpieczeństwu państwa lub bezpieczeństwu i porządkowi publicznemu (art. 91). Decyzje w sprawach udzielania i pozbawiania azylu wydaje Szef Urzędu do Spraw Cudzoziemców za zgodą ministra spraw zagranicznych (art. 94).